# Russ (artiest)

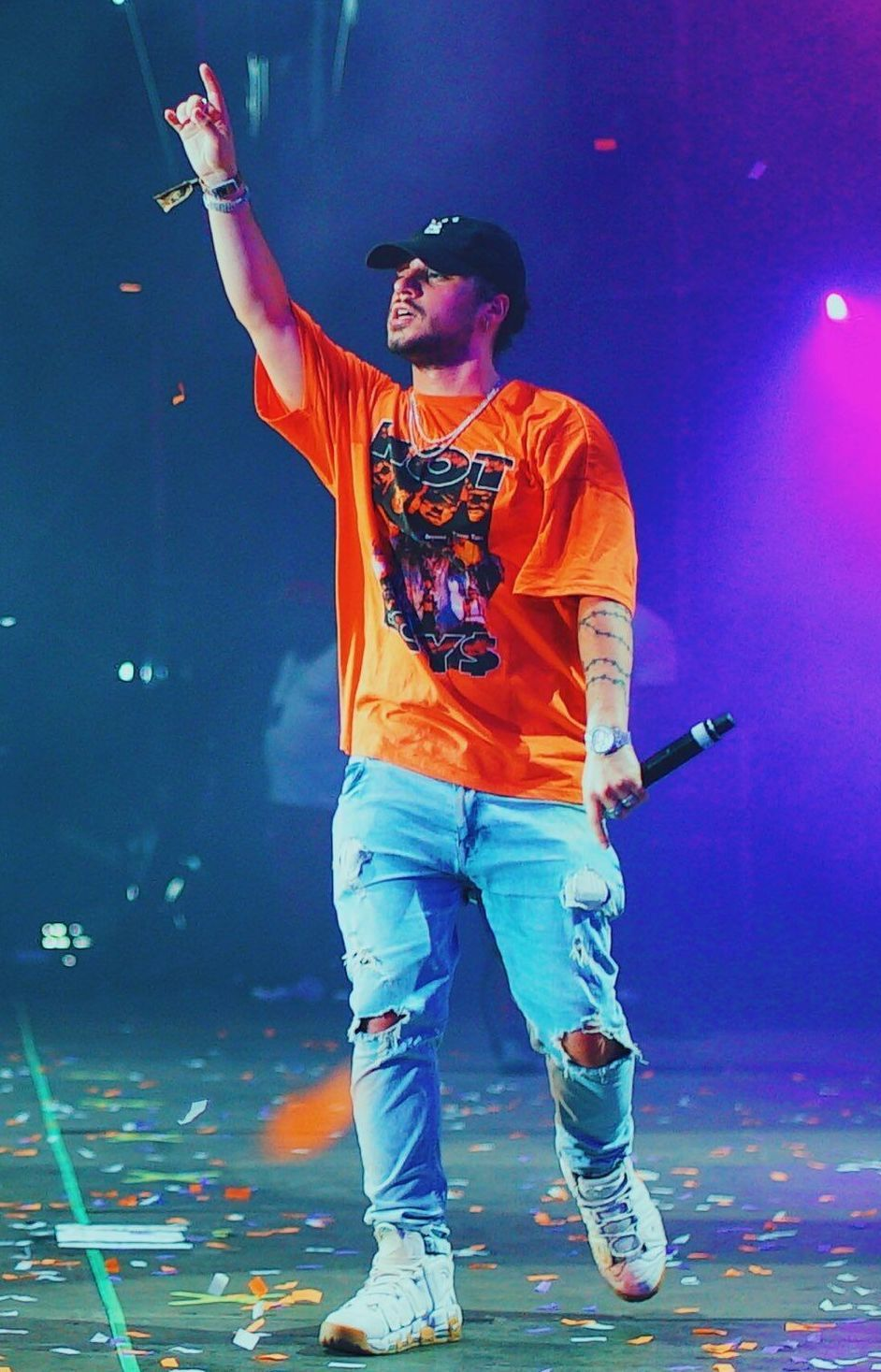
Russ in 2018

Russell Vitale (26 september 1992), artiestennaam Russ, is een Amerikaanse rapper, zanger en songwriter. Naast individuele uitvoeringen treedt hij ook op met de rapgroep Diemon Crew.
In 2024 speelde Russ de rol van Parker Wayne in de film Trap van M. Night Shyamalan.

## Discografie

### Singles
- What They Want - 19 augustus 2015
- Losin Control - 9 november 2015
- Ain't Nobody Takin My Baby - 10 maart 2017

Dit overzicht is mogelijk incompleet; u kunt helpen door het uit te breiden.